# 13513 Manila
13513 Manila eller 1990 EL2 är en asteroid i huvudbältet som upptäcktes den 2 mars 1990 av den belgiske astronomen Eric W. Elst vid La Silla-observatoriet. Den är uppkallad efter den filippinska huvudstaden Manila.
Asteroiden har en diameter på ungefär 2 kilometer